# KS Selenicë
El KF Selenica, anteriormente conocido como KS Selenicë, es un equipo de fútbol de Albania actualmente participante de la Kategoria e Tretë y que alguna vez jugó en la Kategoria Superiore, primera división de fútbol en el país.

## Historia
Fue fundado en el año 1930 en la ciudad de Selenicë del condado de Vlorë con el nombre KS 21 Shkurti y gran parte de sus primeros años de vida los pasó jugando a nivel aficionado enfrentando a equipos pequeños de poblados cercanos y en 1949 compute por primera vez en la Kategoria e Dytë (tercera división) bajo el nombre SK Selenicë. 
En 1951 se vieron forzados a cambiar su nombre por el de Puna Selenicë por orden de la mandato comunista. Puna significaba trabajo en albanés.
En la temporada de 1988/89 logran ascender por primera vez a la Kategoria e Parë (segunda división), y en tan solo una temporada logran el ascenso a la Kategoria Superiore por primera vez en su historia.
En es temporada de 1991/92 el club pasó lo que se llama una de cal por otra de arena debido a que en la liga les fue muy mal ya que terminaron en 15º lugar entre 16 equipos, descendiendo de categoría, pero en la copa de Albania les fue muy bien, ya que lograron avanzar a los cuartos de final en donde fueron eliminados por el KS Flamurtari Vlorë.
El club desapareció en el año 1997 a causa de problemas financieros. No obstante, el club reapareció en la temporada 2019 de la Kategoria e Tretë con el nombre de KF Selenica.

## Palmarés
- Kategoria e Dytë: 1

1988/89